# Водород
| 1               | Водород |
| H1,008 ± 0,0002 |         |
| 1s¹             |         |

Водоро́д (химический символ — H, от лат. Hydrogenium) — химический элемент первого периода периодической таблицы химических элементов Д. И. Менделеева с атомным номером 1.
Одноатомная форма водорода — самое распространённое химическое вещество во Вселенной, составляющее примерно 75 % всей барионной массы. Звёзды, кроме компактных, в основном, состоят из водородной плазмы. Самый лёгкий из элементов периодической таблицы.
Три изотопа водорода имеют собственные названия: 1H — протий, 2H — дейтерий и 3H — тритий (радиоактивен). Ядро самого распространённого изотопа — протия — состоит из одного только протона и не содержит нейтронов.
При стандартной температуре и давлении водород — бесцветный, не имеющий запаха и вкуса, нетоксичный двухатомный газ (химическая формула — H2), который в смеси с воздухом или кислородом горюч и крайне пожаро- и взрывоопасен. В присутствии других окисляющих газов, например, фтора или хлора, водород также взрывоопасен. Поскольку водород охотно формирует ковалентные связи с большинством неметаллов, большая часть водорода на Земле существует в молекулярных соединениях, таких как вода или органические вещества. Водород играет особенно важную роль в кислотно-основных реакциях.
Растворим в этаноле и ряде металлов: железе, никеле, палладии, титане, платине, ниобии.

## История открытия
Выделение горючего газа при взаимодействии кислот и металлов наблюдали в XVI и XVII веках на заре становления химии как науки. Впервые водород получил Парацельс, погружая железные опилки в серную кислоту в XVI веке.
В 1671 году Роберт Бойль подробно описал реакцию между железными опилками и разбавленными кислотами, при которой выделяется газообразный водород.
В 1745 году Михаил Ломоносов изучил реакции растворения металлов кислотами и выдвинул предположение, что выделяющийся в этом процессе «горючий пар» (фактически — водород) является гипотетической субстанцией флогистон.
В 1766 году Генри Кавендиш, независимо от Ломоносова, пришёл к заключению, что «горючий воздух», образующийся при реакции металлов с кислотами, представляет собой флогистон, и в 1781 году обнаружил, что при сгорании этого газа образуется вода.

Французский химик Антуан Лавуазье совместно с инженером Жаном Мёнье, используя специальные газометры, в 1783 году осуществил синтез воды, а затем и её анализ, разложив водяной пар раскалённым железом. Так он установил, что «горючий воздух» входит в состав воды и может быть из неё получен.

## Происхождение названия
Лавуазье дал водороду название hydrogène (от др.-греч. ὕδωρ — вода и γεννάω — рождаю) — «рождающий воду». В 1801 году последователь Лавуазье, академик Василий Севергин, называл его «водотворное вещество», он писал:

Водотворное вещество в соединении с кислотворным составляет воду. Сие можно доказать, как через разрешение, так и через составление.

Русское наименование «водород» предложил химик Михаил Соловьёв в 1824 году, что являлось переводом латинского hydrogene.

## Распространённость

### Во Вселенной

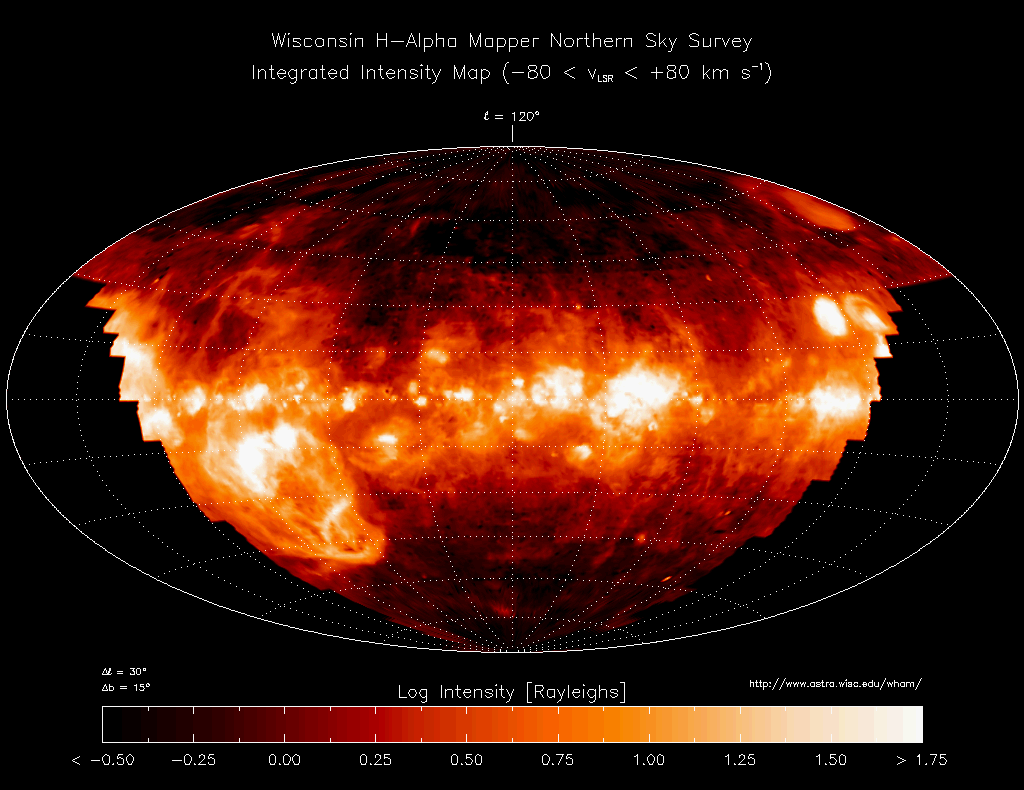
Распространение ионизированного водорода в межзвёздной среде в различных частях нашей Галактики. Изображение в диапазоне H-альфа

В настоящее время водород является самым распространённым элементом во Вселенной. На его долю приходится около 88,6 % всех атомов (около 11,3 % составляют атомы гелия, доля всех остальных вместе взятых элементов — порядка 0,1 %). Таким образом, водород — основная составная часть звёзд и межзвёздного газа. Повсеместное возникновение атомарного водорода впервые произошло в эпоху рекомбинации.
В условиях звёздных температур (например, температура поверхности Солнца ~6000 °C) водород существует в виде плазмы, в межзвёздном пространстве этот элемент существует в виде отдельных молекул, атомов и ионов и может образовывать молекулярные облака, значительно различающиеся по размерам, плотности и температуре.

### На планете Земля
Массовая доля водорода в земной коре составляет 1 % — это десятый по распространённости элемент. Однако его роль в природе определяется не массой, а числом атомов, доля которых среди остальных элементов составляет 17 % (второе место после кислорода, доля атомов которого равна ~52 %). Поэтому значение водорода в химических процессах, происходящих на Земле, почти так же велико, как и кислорода. Водород входит в состав практически всех органических веществ и присутствует во всех живых клетках, где по числу атомов на водород приходится почти 63 %.
В отличие от кислорода, существующего на Земле и в связанном, и в свободном состояниях, практически весь водород на Земле находится в виде соединений; лишь в очень незначительном количестве водород в виде простого вещества содержится в атмосфере (0,00005 % по объёму для сухого воздуха).
Под воздействием солнечного ветра Земля ежесекундно теряет (в окружающий космос) три килограмма водорода, что в далёкой перспективе приведёт к иссушению нашей планеты.

## Получение

### В промышленности
На 2019 год в мире потребляется 75 млн тонн водорода, в основном в нефтепереработке и производстве аммиака. Из них более 3/4 производится из природного газа, для чего расходуется более 205 млрд м³ газа. Почти все остальное получают из угля. Около 0,1 % (~100 тыс. тонн) вырабатывается электролизом. При производстве водорода в атмосферу поступает ~830 млн тонн CO2. Себестоимость водорода, полученного из природного газа, оценивается в 1,5—3 доллара за 1 кг.
- Конверсия метана с водяным паром при 1000 °C:

{\displaystyle {\ce {CH4 + H2O <=> CO + 3H22j5}}}
- Пропускание паров воды над раскалённым коксом при температуре около 1000 °C:

{\displaystyle {\ce {C + H2O <=> CO ^ + H2 ^}}}
{\displaystyle {\ce {CO + H2O <=> CO2 ^ + H2 ^}}}
В результате данного процесса получается «grey hydrogen», который невозможно применять в топливных элементах, так как примесь CO отравляет катализаторы. Дальше, при его очистке до 10—100 ppm CO, получают «blue hydrogen», но и он отравляет платиновый катализатор.
- Электролиз водных растворов солей:

{\displaystyle {\ce {2NaCl + 2H2O -> 2NaOH + Cl2 ^ + H2 ^}}}
- «Green hydrogen» (особо чистый водород) получают электрохимическим способом. Электролизом водного раствора гидроксидов активных металлов (преимущественно гидроксида калия)[20] (англ.) при повышенных температуре и давлении на Ni-электродах. Это достаточно энергозатратный метод, который составляет лишь 4 % от общего производства водорода.

{\displaystyle {\ce {2H2O ->[4e^{-}] 2H2 ^ + O2 ^}}}
Кроме того, существует промышленная технология электролиза химически чистой воды, без применения каких-либо добавок. Фактически, устройство представляет собой обратимый топливный элемент с твёрдой полимерной мембраной (англ.) или без мембраны.
- Каталитическое окисление метана кислородом:

{\displaystyle {\ce {2CH4 + O2 <=> 2CO + 4H2}}}
- Крекинг и риформинг углеводородов в процессе переработки нефти.

### В лаборатории
- Взаимодействие разбавленных кислот с металлами, стоящими в электрохимическом ряду напряжений до водорода. Для проведения такой реакции чаще всего используют цинк и разбавленную серную кислоту:

{\displaystyle {\ce {Zn + H2SO4 -> ZnSO4 + H2 ^}}}
- Взаимодействие кальция с водой:

{\displaystyle {\ce {Ca + 2H2O -> Ca(OH)2 + H2 ^}}}
- Гидролиз ионных гидридов:

{\displaystyle {\ce {NaH + H2O -> NaOH + H2 ^}}}
{\displaystyle {\ce {CaH2 + 2H2O ->Ca(OH)2 + H2 ^}}}
- Действие щелочей на цинк или алюминий:

{\displaystyle {\ce {2Al + 2NaOH + 6H2O -> 2Na[Al(OH)4] + 3H2 ^}}}
{\displaystyle {\ce {Zn + 2KOH + 2H2O -> K2[Zn(OH)4] + H2 ^}}}
- Электролиз водных растворов кислот, щелочей или некоторых солей на катоде происходит выделение водорода, например:

{\displaystyle {\ce {2H3O+ + 2e- -> 2H2O + H2 ^}}}

### Получение дейтероводорода
Дейтероводород получают из тяжёлой воды, которую в настоящее время производят электролитическим обогащением обычной воды. 0,0156 % водорода находится в виде дейтерия.
Перенапряжение выделения H2 несколько меньше по сравнению с D2 (хотя зависит от природы материала катода и состава раствора), тяжёлая вода накапливается в электролизёре. Применяется каскад электролизёров.
Другие способы получения дейтероводорода: термодиффузия газообразного водорода, диффузия смеси D2/H2 через палладиевый фильтр.

### Очистка
В промышленности реализованы несколько способов очистки водорода из водородосодержащего сырья (так называемый водородсодержащий газ). Водородсодержащий газ (ВСГ) — это газ с высоким содержанием водорода (10 % и выше). Переход на сжигание водородсодержащих газов — один из способов снижения выбросов углекислого газа в атмосферу.
- Низкотемпературная конденсация: ВСГ охлаждают до температур конденсации метана и этана, после чего водород отделяют ректификацией. Процесс ведут при температуре −158 °C и давлении 4 МПа. Чистота очищенного водорода составляет 93—94 % при его концентрации в исходном ВСГ до 40 %.
- Адсорбционное выделение на цеолитах: настоящий метод на сегодняшний день наиболее распространён в мире. Метод достаточно гибок и может использоваться как для выделения водорода из ВСГ, так и для доочистки уже очищенного водорода. В первом случае процесс ведут при давлениях 3,0—3,5 МПа. Степень извлечения водорода составляет 80—85 % с чистотой 99 %. Во втором случае часто используют процесс «PSA» фирмы «Union Carbide». Он впервые был реализован в промышленности в 1978 году. На настоящий момент функционирует более 250 установок от 0,6 до 3,0 млн м³ Н2/сут. Образуется водород высокой чистоты — 99,99 %.
- Абсорбционное выделение жидкими растворителями: Этот метод применяется редко, хотя водород получается высокой чистоты — 99,9 %.
- Концентрирование водорода на мембранах: На лучших образцах метод позволяет получать водород чистотой 95—96 %, однако производительность таких установок невысока.
- Селективное поглощение водорода металлами: Метод основан на способности сплавов лантана с никелем, железа с титаном, циркония с никелем и других поглощать до 30 объёмов водорода.

### Стоимость
Стоимость водорода при крупнооптовых поставках колеблется в диапазоне 2—7 USD/кг. В небольших количествах перевозится в стальных баллонах зелёного или тёмно-зелёного цвета.

## Физические свойства

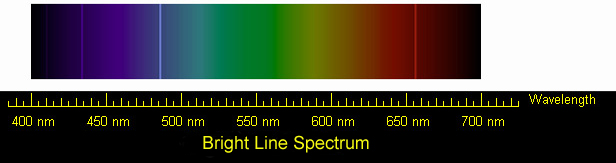
Эмиссионный спектр излучения атомов водорода на фоне сплошного спектра в видимой области

Эмиссионный спектр атомов водорода. Четыре видимые глазом спектральные линии серии Бальмера

Водород — самый лёгкий газ: он легче воздуха в 14,37 раз. Поэтому, например, мыльные пузыри, наполненные водородом, на воздухе стремятся вверх. Шары, наполненные водородом, также стремятся вверх. Водород использовался для воздухоплавания, но из-за взрывоопасности от водорода отказались в пользу гелия. Чем меньше масса молекул, тем выше их скорость при одной и той же температуре. Как самые лёгкие, молекулы водорода движутся быстрее молекул любого другого газа, за счёт чего быстрее могут передавать теплоту от одного тела к другому. Отсюда следует, что водород обладает самой высокой теплопроводностью среди газообразных веществ. Его теплопроводность примерно в 7 раз выше теплопроводности воздуха.
Молекула водорода двухатомна — Н2. При нормальных условиях это газ без цвета, запаха и вкуса. Плотность 0,08987 г/л (н. у.), температура кипения −252,76 °C, удельная теплота сгорания 120,9⋅106 Дж/кг, малорастворим в воде — 18,8 мл/л при н.у. Растворимость водорода в воде возрастает с увеличением давления и снижается с увеличением температуры.
Водород хорошо растворим во многих металлах (Ni, Pt, Pd и др.), особенно в палладии (850 объёмов H2 на 1 объём Pd). С растворимостью водорода в металлах связана его способность диффундировать через них; диффузия через углеродистый сплав (например, сталь) иногда сопровождается разрушением сплава вследствие взаимодействия водорода с углеродом (так называемая декарбонизация). Практически не растворим в серебре.

Фазовая диаграмма водорода

Жидкий водород существует в очень узком интервале температур от −252,76 до −259,2 °C. Это бесцветная жидкость, очень лёгкая (плотность при −253 °C 0,0708 г/см³) и текучая (вязкость при −253 °C 13,8 сП). Критические параметры водорода: температура −240,2 °C, давление 12,8 атм, критическая плотность 0,0312 г/см³ и критический объём 66,95—68,9 см³/моль (0,033 м³/кг). Указанными значениями критических параметров объясняются трудности при ожижении водорода.
В жидком состоянии равновесный водород состоит из 99,79 % пара-Н2, 0,21 % орто-Н2.
Твёрдый водород, температура плавления −259,2 °C, плотность 0,0807 г/см³ (при −262 °C) — снегоподобная масса, кристаллы гексагональной сингонии, пространственная группа P6/mmc, параметры ячейки a = 0,378 нм и c = 0,6167 нм.

### Металлический водород
В 1935 году Уингер и Хантингтон высказали предположение о том, что при давлении свыше 250 тысяч атм водород может перейти в металлическое состояние. Получение этого вещества в устойчивом состоянии открывало очень заманчивые перспективы его применения — ведь это был бы сверхлёгкий металл, компонент лёгкого и энергоёмкого ракетного топлива. В 2014 году было установлено, что при давлении порядка 1,5—2,0 миллионов атмосфер водород начинает поглощать инфракрасное излучение, а это означает, что электронные оболочки молекул водорода поляризуются. Возможно, при ещё более высоких давлениях водород превращается в металл. В 2017 году появилось сообщение о возможном экспериментальном наблюдении перехода водорода в металлическое состояние под высоким давлением.

### Спиновые изомеры

Спиновые изомеры молекулярного водорода

Равновесная мольная концентрация параводорода в смеси в зависимости от температуры

Молекулярный водород существует в двух спиновых формах (модификациях): ортоводород и параводород.
Модификации немного различаются по физическим свойствам, оптическим спектрам, также по характеристикам рассеивания нейтронов. В молекуле ортоводорода o-H2 (англ. о-H2) (т. пл. −259,10 °C, т. кип. −252,56 °C) спины ядер параллельны, а у параводорода п-H2 (англ. p-H2) (т. пл. −259,32 °C, т. кип. −252,89 °C) — противоположны друг другу (антипараллельны). Равновесная смесь o-H2 и п-H2 при заданной температуре называется равновесным водородом р-H2 (англ. е-H2), а смесь 75 % орто-водорода и 25 % пара-водорода называется нормальным водородом н-H2 (англ. n-H2).
о-{\displaystyle {\ce {H2 ->}}}п-{\displaystyle {\ce {H2 + 1418}}} кДж
Разделить спиновые изомеры водорода можно адсорбцией на активном угле при температуре жидкого азота. При очень низких температурах равновесие между ортоводородом и параводородом почти нацело сдвинуто в сторону параводорода, так как энергия пара-молекулы немного ниже энергии орто-молекулы. При 80 К соотношение модификаций приблизительно 1:1. Десорбированный с угля параводород при нагревании превращается в ортоводород с образованием равновесной смеси. При комнатной температуре равновесна смесь ортоводорода и параводорода в отношении около 75:25. Без катализатора взаимное превращение происходит относительно медленно, что даёт возможность изучить свойства обеих модификаций. В условиях разреженной межзвёздной среды характерное время перехода в равновесную смесь очень велико, вплоть до космологических.

## Изотопы

Термодинамическое состояние насыщенного пара водорода с различным изотопным составом

Наиболее известны три изотопа водорода: протий 1H (атомное ядро — протон), дейтерий 2Н (ядро состоит из одного протона и одного нейтрона) и тритий 3Н (ядро состоит из одного протона и двух нейтронов). Эти изотопы имеют собственные химические символы: протий — H, дейтерий — D, тритий — T.
Протий и дейтерий стабильны. Содержание этих изотопов в природном водороде составляет 99,9885 ± 0,0070 % и 0,0115 ± 0,0070 % соответственно. Оно может незначительно меняться в зависимости от источника и способа получения водорода. Тритий нестабилен, претерпевает бета-распад с периодом 12,32 года, превращаясь в стабильный гелий-3. Тритий встречается в природе в следовых количествах, образуясь главным образом при взаимодействии космических лучей со стабильными ядрами, при захвате дейтерием тепловых нейтронов и при взаимодействии природного изотопа лития-6 с нейтронами, порождёнными космическими лучами.
Искусственно получены также тяжёлые радиоактивные изотопы водорода с массовыми числами 4—7 и периодами полураспада 10−21—10−23 с.
Природный молекулярный водород состоит из молекул H2 и HD (дейтероводород) в соотношении 3200:1. Содержание в нём молекул из чистого дейтерия D2 ещё меньше, отношение концентраций HD и D2 составляет примерно 6400:1.
Из всех изотопов химических элементов физические свойства изотопов водорода отличаются друг от друга наиболее сильно. Это связано с наибольшим относительным изменением масс атомов.
|      | Температура плавления, K | Температура кипения, K | Тройная точка | Тройная точка | Критическая точка | Критическая точка | Плотность, кг/м³ | Плотность, кг/м³ |
| T, K | Температура плавления, K | Температура кипения, K | P, кПа        | T, K          | P, МПа            | жидкий            | газ              |                  |
| ---- | ------------------------ | ---------------------- | ------------- | ------------- | ----------------- | ----------------- | ---------------- | ---------------- |
| H2   | 13,96                    | 20,39                  | 13,96         | 7,3           | 32,98             | 1,31              | 70,811           | 1,316            |
| HD   | 16,65                    | 22,13                  | 16,6          | 12,8          | 35,91             | 1,48              | 114,0            | 1,802            |
| HT   |                          | 22,92                  | 17,63         | 17,7          | 37,13             | 1,57              | 158,62           | 2,31             |
| D2   | 18,65                    | 23,67                  | 18,73         | 17,1          | 38,35             | 1,67              | 162,50           | 2,23             |
| DT   |                          | 24.38                  | 19,71         | 19,4          | 39,42             | 1,77              | 211,54           | 2,694            |
| T2   | 20,63                    | 25,04                  | 20,62         | 21,6          | 40,44             | 1,85              | 260,17           | 3,136            |
Молекулы чистых протия, дейтерия и трития могут существовать в двух аллотропных модификациях (отличающихся взаимной ориентацией спинов ядер) — орто- и параводород: o-D2, p-D2, o-T2, p-T2. Молекулы водорода с другим изотопным составом (HD, HT, DT) не имеют орто- и парамодификаций.

### Свойства изотопов
Свойства изотопов водорода представлены в таблице.
| Изотоп | Z | N | Масса, а. е. м.      | Период полураспада | Спин   | Содержание в природе, % | Тип и энергия распада | Тип и энергия распада |
| ------ | - | - | -------------------- | ------------------ | ------ | ----------------------- | --------------------- | --------------------- |
| 1H     | 1 | 0 | 1,007 825 032 07(10) | стабилен           | 1⁄2+   | 99,9885(70)             |                       |                       |
| 2H     | 1 | 1 | 2,014 101 777 8(4)   | стабилен           | 1+     | 0,0115(70)              |                       |                       |
| 3H     | 1 | 2 | 3,016 049 277 7(25)  | 12,32(2) года      | 1⁄2+   |                         | β−                    | 18,591(1) кэВ         |
| 4H     | 1 | 3 | 4,027 81(11)         | 1,39(10)⋅10−22 с   | 2−     |                         | -n                    | 23,48(10) МэВ         |
| 5H     | 1 | 4 | 5,035 31(11)         | более 9,1⋅10−22 с  | (1⁄2+) |                         | -nn                   | 21,51(11) МэВ         |
| 6H     | 1 | 5 | 6,044 94(28)         | 2,90(70)⋅10−22 с   | 2−     |                         | −3n                   | 24,27(26) МэВ         |
| 7H     | 1 | 6 | 7,052 75(108)        | 2,3(6)⋅10−23 с     | 1⁄2+   |                         | -nn                   | 23,03(101) МэВ        |

В круглых скобках приведено среднеквадратическое отклонение значения в единицах последнего разряда соответствующего числа.
Свойства ядра 1H позволяют широко использовать ЯМР-спектроскопию в анализе органических веществ.

## Химические свойства

Доля диссоциировавших молекул водорода при атмосферном давлении в зависимости от температуры

Молекулы водорода достаточно прочны, и для того, чтобы водород мог вступить в реакцию, должна быть затрачена большая энергия:
{\displaystyle {\ce {H2->2H-432{\text{кДж}}}}}
Поэтому окислительная способность водорода проявляется в реакциях с активными металлами, как правило, при повышенных температуре и давлении. При обычных температурах водород реагирует только с очень активными металлами, например, с кальцием, образуя гидрид кальция:
{\displaystyle {\ce {Ca + H2 -> CaH2}}}
и с единственным неметаллом — фтором, образуя фтороводород:
{\displaystyle {\ce {H2 + F2 -> 2HF}}}
С большинством же металлов и неметаллов водород реагирует при повышенной температуре: 
2H2 + O2 = 2H2O
или при другом воздействии, например, при освещении:
{\displaystyle {\ce {H2 + Cl2 -> 2HCl}}}
Записанное уравнение отражает восстановительные свойства водорода.
{\displaystyle {\ce {CuO + H2 -> Cu + H2O}}}
С галогенами образует галогеноводороды:
{\displaystyle {\ce {H2 + F2 -> 2HF}}}, реакция протекает со взрывом в темноте и при любой температуре,

{\displaystyle {\ce {H2 + Cl2 -> 2HCl}}}, реакция протекает со взрывом, только на свету.
С сажей взаимодействует при сильном нагревании:
{\displaystyle {\ce {C + 2H2 -> CH4}}}

### Взаимодействие со щелочными и щёлочноземельными металлами
При взаимодействии с активными металлами водород образует гидриды:
{\displaystyle {\ce {2Na + H2 -> 2NaH}}}

{\displaystyle {\ce {Ca + H2 -> CaH2}}}
{\displaystyle {\ce {Mg + H2 -> MgH2}}}
Гидриды — солеобразные, твёрдые вещества, легко гидролизуются
{\displaystyle {\ce {CaH2 + 2H2O -> Ca(OH)2 + 2H2 ^}}}

### Взаимодействие с оксидами металлов
Оксиды металлов (как правило, d-элементов) восстанавливаются до металлов:
{\displaystyle {\ce {Fe2O3 + 3H2 -> 2Fe + 3H2O}}}

{\displaystyle {\ce {WO3 + 3H2 -> W + 3H2O}}}

### Гидрирование органических соединений
Молекулярный водород широко применяется в органическом синтезе для восстановления органических соединений. Эти процессы называют реакциями гидрирования. Эти реакции проводят в присутствии катализатора при повышенных давлении и температуре. Катализатор может быть как гомогенным (напр., Катализатор Уилкинсона), так и гетерогенным (напр., никель Ренея, палладий на угле).
Так, в частности, при каталитическом гидрировании ненасыщенных соединений, таких как алкены и алкины, образуются насыщенные соединения — алканы.
{\displaystyle {\ce {R - CH = CH - R' + H2 -> R - CH2 - CH2 - R'}}}

## Геохимия водорода
Свободный водород H2 относительно редко встречается в земных газах, но в виде воды он принимает исключительно важное участие в геохимических процессах. Известно содержание водорода в составе вулканических газов, истечение некоторых количеств водорода вдоль разломов в зонах рифтогенеза, выделение этого газа в некоторых угольных месторождениях.
В состав минералов водород может входить в виде иона аммония, гидроксил-иона и воды.
В атмосфере молекулярный водород непрерывно образуется в результате разложения формальдегида, образующегося в цепочке окисления метана или другой органики, солнечным излучением (31—67 гигатонн/год), неполного сгорания различных топлив и биомасс (по 5—25 гигатонн/год), в процессе фиксации азота микроорганизмами из воздуха (3—22 гигатонн/год).
Имея малую массу, молекулы водорода в составе воздуха обладают высокой тепловой скоростью (она близка ко второй космической скорости) и, попадая в верхние слои атмосферы, могут навсегда улететь в космическое пространство (см. Диссипация атмосфер планет). Объёмы потерь оцениваются в 3 кг в секунду.

## Меры предосторожности
Водород при смеси с воздухом образует взрывоопасную смесь — так называемый гремучий газ. Наибольшую взрывоопасность этот газ имеет при объёмном отношении водорода и кислорода 2:1, или водорода и воздуха приближённо 2:5, так как в воздухе кислорода содержится примерно 21 %. Пределы взрываемости: с воздухом — 4-75 об. %, с кислородом — 4,1-96 об. %. Также водород пожароопасен. Жидкий водород при попадании на кожу может вызвать сильное обморожение.

## Применение
Водород сегодня применяется во многих областях.
Структура мирового потребления водорода представлена в следующей таблице
| Применение                                                                                          | Доля |
| --------------------------------------------------------------------------------------------------- | ---- |
| Производство аммиака                                                                                | 54 % |
| Нефтепереработка (гидрогенизация ненасыщенных углеводородов и гидросульфирование) и синтез метанола | 35 % |
| Производство полупроводников                                                                        | 6 %  |
| Металлургия и стекольная промышленность                                                             | 3 %  |
| Пищевая промышленность                                                                              | 2 %  |

### Химическая промышленность
Химическая промышленность — это крупнейший потребитель водорода. Более 50 % мирового выпуска водорода идёт на производство аммиака. Ещё около 8 % используется для производства метанола. Из аммиака производят пластмассы, удобрения, взрывчатые вещества и прочее. Метанол является основой для производства некоторых пластмасс.

### Топливно-энергетический комплекс
В нефтепереработке около 37 % мирового выпуска водорода используется в процессах гидрокрекинга и гидроочистки, способствуя увеличению глубины переработки сырой нефти и повышению качества конечных продуктов.
Водород используют и в качестве ракетного топлива. Ввиду крайне узкого диапазона температур (менее 7 кельвинов), при котором водород остаётся жидкостью, на практике чаще используется смесь жидкой и твёрдой фаз.
В водородно-кислородных топливных элементах используется водород для непосредственного преобразования энергии химической реакции в электрическую.

#### Транспорт
Водород используется в качестве топлива для серийно выпускаемых автомобилей на Водородных топливных элементах: Toyota Mirai, Hyundai Nexo. Американская компания представила линейку коммерческих автомобилей на водороде, а также пикап Nikola Badger с запасом хода 960 км.
Компания Alstom в 2018 году запустила в Германии первый коммерческий поезд на топливных элементах Coradia iLint, способный проходить 1000 км на одном резервуаре с водородом. Поезда совершают 100-километровые рейсы со скоростью до 140 километров в час.

#### Электроэнергетика
В электроэнергетике водород применяется для охлаждения мощных электрических генераторов.

### Пищеваяикосметическаяпромышленность
При производстве саломаса (твёрдый жир, производимый из растительных масел) используется около 2 % мирового выпуска водорода. Саломас является основой для производства маргарина, косметических средств, мыла. Водород зарегистрирован в качестве пищевой добавки под номером E949.

### Лабораторное
Водород используется в химических лабораториях в качестве газа-носителя в газовой хроматографии. Такие лаборатории есть на многих предприятиях в пищевой, парфюмерной, металлургической и химической промышленности. Несмотря на горючесть водорода, его использование в такой роли считается достаточно безопасным, поскольку водород используется в незначительных количествах. Эффективность водорода как газа-носителя при этом лучше, чем у гелия, при существенно более низкой стоимости.

### Метеорология
Водород используется в метеорологии для заполнения оболочек метеозондов. Водород в этом качестве имеет преимущество перед гелием, так как он дешевле. Ещё более существенно, что водород вырабатывается прямо на метеостанции с помощью простого химического генератора или с помощью электролиза воды. Гелий же должен доставляться на метеостанцию в баллонах, что может быть затруднительно для удалённых мест.

### Авиационная промышленность
В настоящее время водород в авиации не используется. Когда-то дирижабли и воздушные шары наполняли водородом. Но в 30-х гг. XX в. произошло несколько катастроф, в ходе которых дирижабли взрывались и сгорали. В наше время дирижабли наполняют гелием, несмотря на его существенно более высокую стоимость.

### Прочее
Атомарный водород используется для атомно-водородной сварки. Высокая теплопроводность водорода используется для заполнения сфер гирокомпасов и стеклянных колб филаментных LED-лампочек.